# Persoonia manotricha
Persoonia manotricha (лат.) — кустарник, вид рода Персоония (Persoonia) семейства Протейные (Proteaceae), эндемик Западной Австралии. Прямостоячий куст с опушёнными молодыми веточками, более или менее цилиндрическими листьями и зеленовато-жёлтыми цветками. Вид похож на P. bowgada и P. hexagona, но имеет более длинные цветоножки, чем P. bowgada, и листья с другими бороздками, чем у P. hexagona.

## Ботаническое описание
Persoonia manotricha — прямостоячий кустарник, достигающий в высоту 1-4 м, с гладкой пятнистой сероватой корой, обычно трещиноватой у основания. Молодые ветви опушённые. Листья расположены попеременно, более или менее цилиндрические, но с шестью узкими бороздками и острым концом, 34-94 мм в длину и 0,7-1,3 мм в ширину. Листовые бороздки аналогичны таковым у P. bowgada, но уже, чем у P. hexagona. Цветки расположены группами от двух до восьми на цветоносе длиной 2-15 мм, каждый цветок расположен на густо опушённой цветоножке 4,2-17,4 мм в длину и, как правило, длиннее, чем у P. bowgada. Листочки околоцветника зеленовато-жёлтые, длиной 12,5-19,5 мм, снаружи умеренно опушённые, пыльники жёлтые. Цветение наблюдалось в ноябре. Плод — костянка около 17 мм в длину и 6,6 мм в ширину.

## Таксономия
Впервые вид был официально описан в 2007 году Адриенн Марки и Рионен Батчер в журнале Nuytsia из образцов, собранных ботаником из Австралийского национального гербария Линдли Крэйвен возле городка Пиндар в 1981 году. Видовое название — от древнегреческих слов, означающих «скудный» или «тонкий» и «волосы», имея в виду редкие волоски, покрувающие завязь цветка этого вида.

## Распространение и местообитание
P. manotricha — эндемик Западной Австралии. Растёт на скалистых холмах между Пиндаром и бывшим посёлком Пейн-Файнд в биогеографических регионах Эйвон-Уитбелт, Джералдтон-Сэндплейнс, Мерчисон и Ялгу в Западной Австралии.